# Jean Miller
Jean Miller (* 1935) ist eine ehemalige kanadische Badmintonspielerin. 

## Karriere
Jean Miller gewann 1956 ihren ersten nationalen Titel in Kanada. Zwei Jahre später war sie auch erstmals bei den Canadian Open erfolgreich. Bei dieser Veranstaltung stand sie bis 1967 sechs Mal ganz oben auf dem Treppchen.

## Sportliche Erfolge
| Saison | Veranstaltung                                        | Disziplin   | Platz | Name                         |
| ------ | ---------------------------------------------------- | ----------- | ----- | ---------------------------- |
| 1956   | Kanada: Einzelmeisterschaften                        | Dameneinzel | 1     | Jean Miller                  |
| 1958   | Kanada: Nationale und Internationale Meisterschaften | Dameneinzel | 1     | Jean Miller                  |
| 1958   | Kanada: Nationale und Internationale Meisterschaften | Damendoppel | 2     | Kae Grant / Jean Miller      |
| 1960   | Kanada: Nationale und Internationale Meisterschaften | Mixed       | 1     | Finn Kobberø / Jean Miller   |
| 1961   | Kanada: Nationale und Internationale Meisterschaften | Mixed       | 1     | Finn Kobberø / Jean Miller   |
| 1964   | Canadian Open                                        | Dameneinzel | 1     | Jean Miller                  |
| 1964   | Kanada: Einzelmeisterschaften                        | Dameneinzel | 1     | Jean Miller                  |
| 1965   | Canadian Open                                        | Dameneinzel | 1     | Jean Miller                  |
| 1967   | Canadian Open                                        | Damendoppel | 1     | Patricia Moody / Jean Miller |
| 1967   | Kanada: Einzelmeisterschaften                        | Damendoppel | 1     | Jean Miller / Patricia Moody |
| 1968   | Kanada: Einzelmeisterschaften                        | Damendoppel | 1     | Jean Miller / Patricia Moody |

## Referenzen
- Webseite des Verbandes von Quebec zu den Canadian Open (Memento vom 21. November 2008 im Internet Archive)

| Personendaten    | Personendaten                 |
| ---------------- | ----------------------------- |
| NAME             | Miller, Jean                  |
| KURZBESCHREIBUNG | kanadische Badmintonspielerin |
| GEBURTSDATUM     | 1935                          |